# Xã Ashley, Quận Independence, Arkansas
Xã Ashley (tiếng Anh: Ashley Township) là một xã thuộc quận Independence, tiểu bang Arkansas, Hoa Kỳ. Năm 2010, dân số của xã này là 1.441 người.